# Townhouse
Townhouse eller stadsvilla avser en villaliknande byggnad i tät central stadsbebyggelse som till skillnad från flerfamiljshus ursprungligen är uppförd som bostad för en enskild familj. En stadsvilla kan vara friliggande såväl som sammanlänkad.
Termen townhouse har sitt historiska ursprung i bland annat Storbritannien och Irland, och har använts som beteckning på en adelspersons bostad i huvudstaden eller annan större stad, i kontrast mot personens andra bostad eller bostäder på landsbygden för sommartiden.
Ursprungliga townhouse används ibland numera som flerfamiljshus, kontorsbyggnader eller ambassader.

## Exempel i Sverige
Bebyggelse med sammanbyggda townhouse återfinns exempelvis i Stockholms innerstad, däribland:
- Lärkstaden (norra delen)
- Danderydsgatan
- Tysta gatan
- Gamla stan

Samt med fristående byggnader:
- Diplomatstaden
- Skinnarviksringen

## Bildgalleri

Exempel på byggnader som i dag skulle kallas townhouse
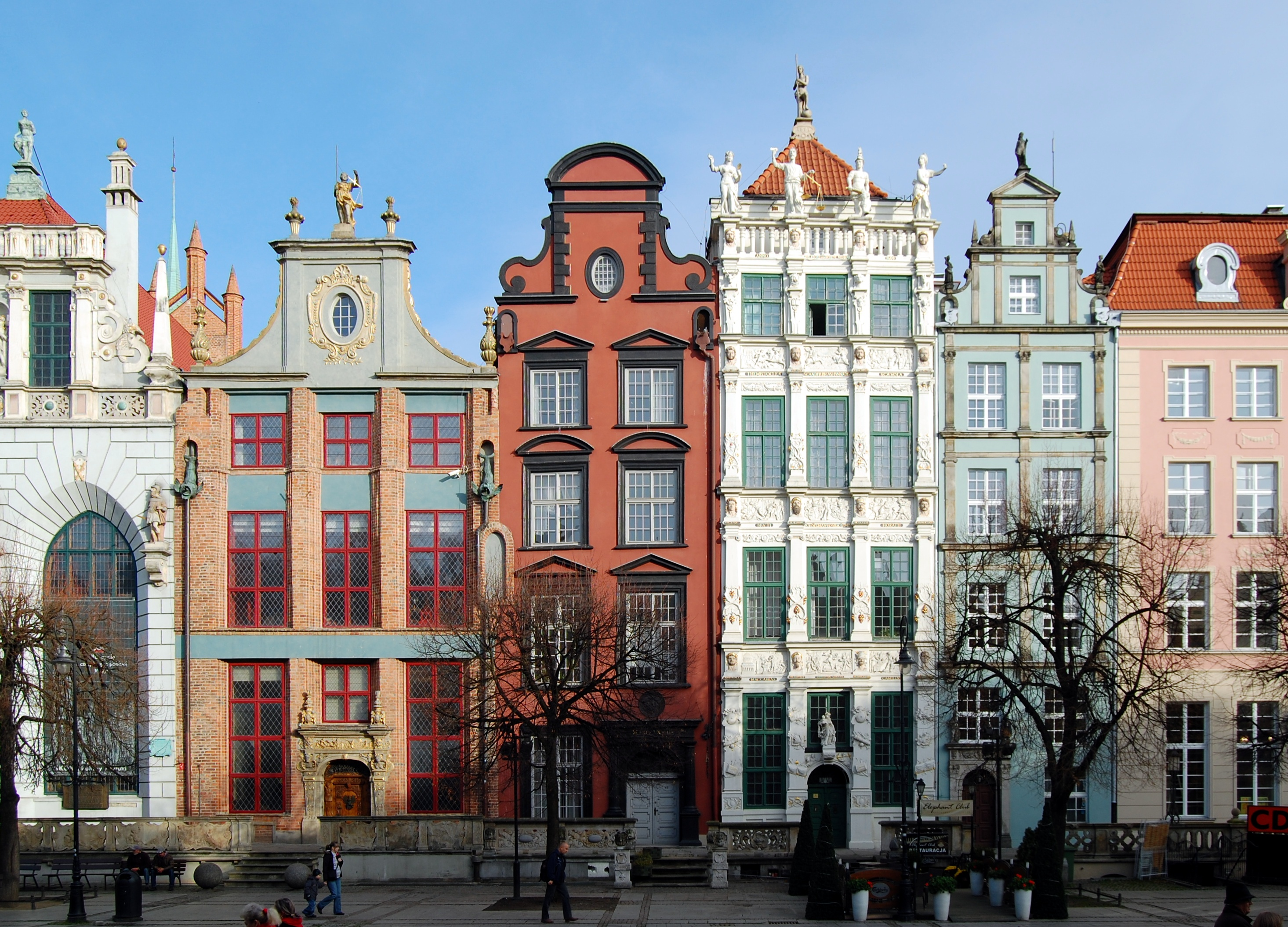
Townhouses i Gdańsk, Polen.
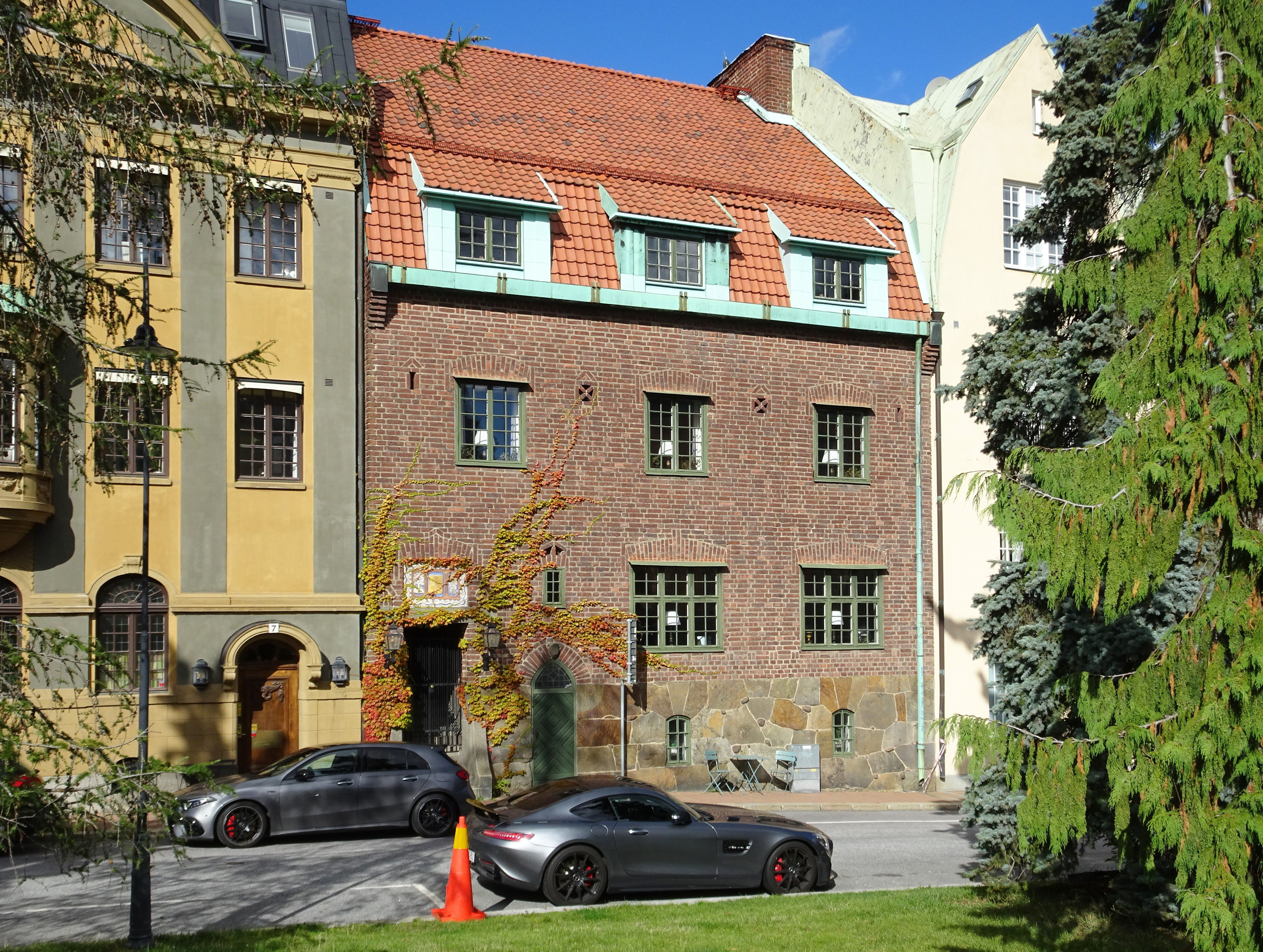
Tofslärkan 11, Tyrgatan, Lärkstaden, 1911
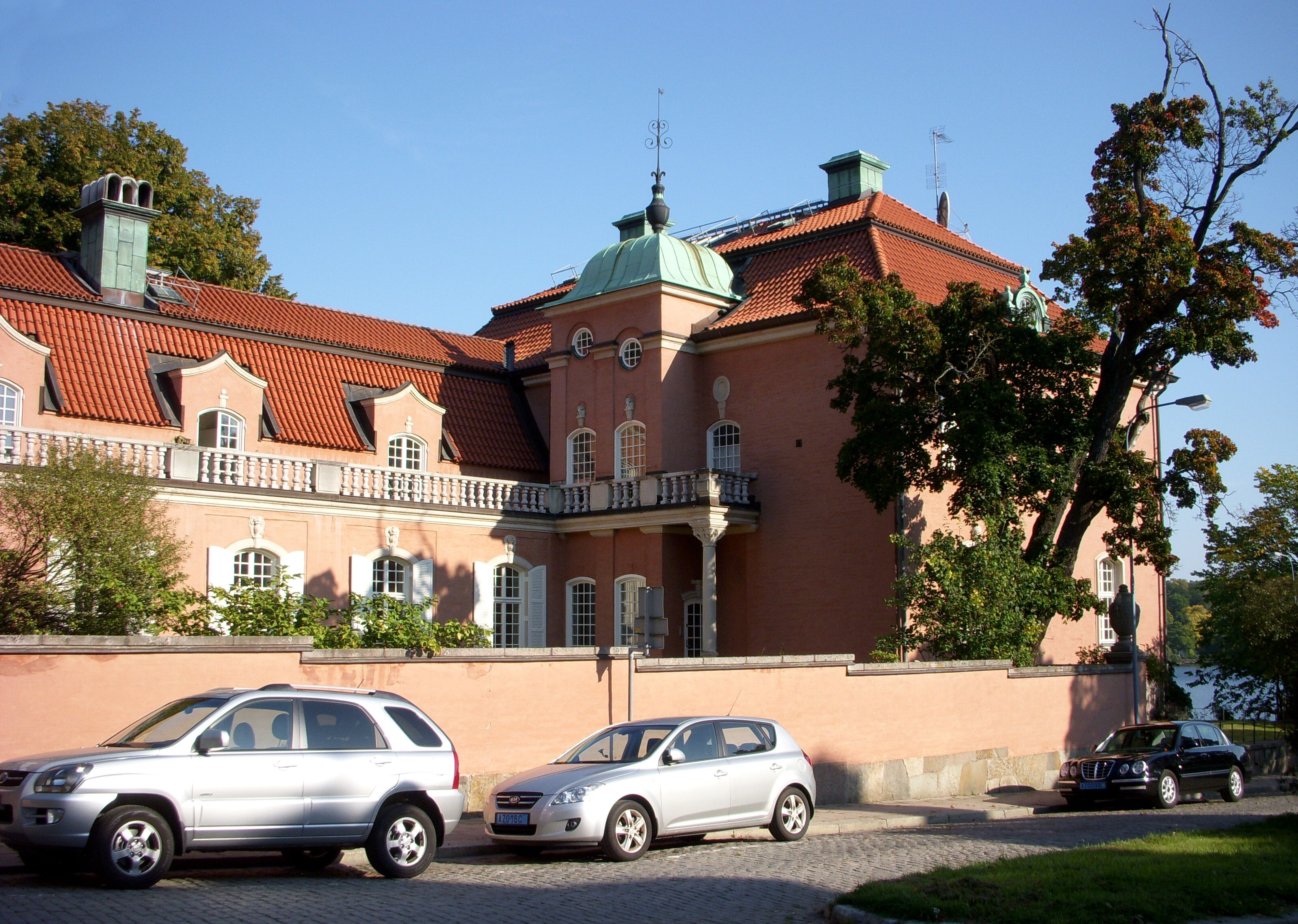
Tillbergska villan, Diplomatstaden, 1919
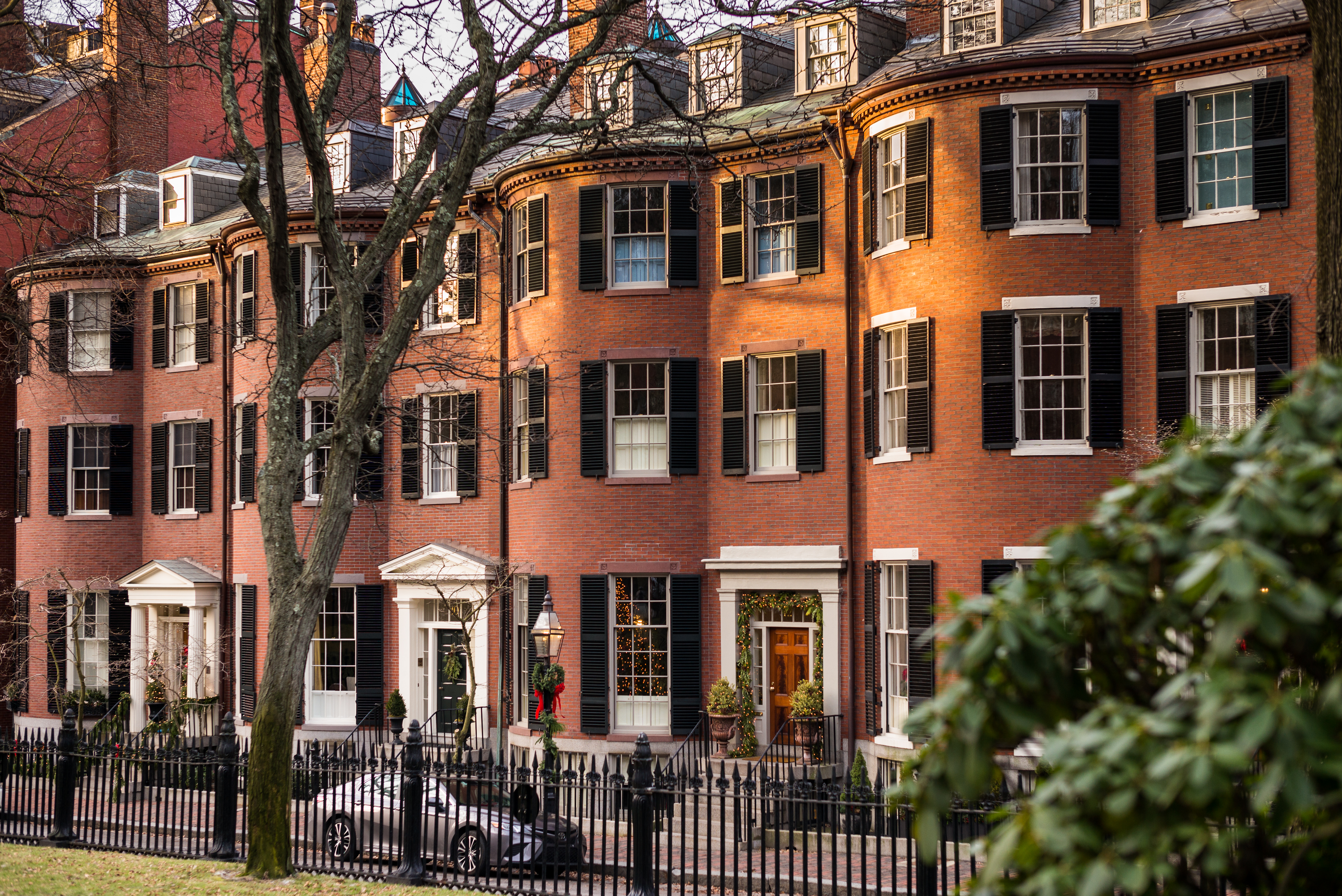
Tounhouses in Beacon Hill, Boston.